# Polycirrus denticulatus
Polycirrus denticulatus är en ringmaskart som beskrevs av Saint-Joseph 1894. I den svenska databasen Dyntaxa används istället namnet Polycirrus triglandula. Polycirrus denticulatus ingår i släktet Polycirrus och familjen Terebellidae. Arten har ej påträffats i Sverige. Inga underarter finns listade i Catalogue of Life.